# 1511年の奇跡
1511年の奇跡（1511ねんのきせき、蘭語：De sneeuwpoppen van 1511）は、ベルギー（当時はハプスブルク領ネーデルラントのブラバント公国）のブリュッセルで行われた祭りで、地元の住人たちが約110体の風刺的な雪だるま（雪像）を作ったというものである。製作された雪像の半数以上は、ポルノや性的な雪像であったと推測されている。例えば、男を誘惑する女の雪像、町の噴水前でセックスする男と女の雪像、酔っ払った雪だるまの口に放尿する裸の男の雪像などがあった。他に、ユニコーンや人魚、歯医者、そして歓楽街で人々を誘惑する売春婦の雪像などがあった。政治的な題材のものとしては、後の神聖ローマ皇帝・カール5世の故郷であるクーデンベルグの公爵邸の前に作られた「ユニコーンを抱く雪の処女」の像もあり、これはカール5世が領地に不在で、叔母でオーストリア大公女であるマルグリット・ドートリッシュとマリーヌで暮らしていることを非難したものであった。
この奇跡が起こる前には約6週間にわたって寒さが続いていた。大きな人口増加と、農民とハプスブルク家との富の不平等が相まって、住民たちは抗議の形として雪だるまを作ることを決めた。様々な社会階層の人々が、それぞれ異なる種類の雪だるまを作った。その結果として支配階級が作った雪だるまは、貧しい人々によって破壊されたであろう。結局、翌春の暖かい日の間に雪は融け、ブリュッセルに洪水が発生してこの奇跡は終わった。その月の後半にすべての水が引いた時、フランス国王は町に金貨1000枚を寄付した。
オランダの詩人ヤン・スメケンは、『Dwonder van claren ijse en snee（純粋な氷と雪の奇跡）』という詩の中で、この件について書いている。